# Casa de Norodom
La Casa de Norodom (en jemer: នរោត្តម) es la actual Casa real gobernante de Camboya. Fue establecida por el Rey Norodom en 1860, reinando desde entonces hasta 1904, retornando al poder en 1941 hasta 1960, y volviendo a reinar desde 1993 hasta la actualidad. Su actual jefe es Norodom Sihamoní, monarca y jefe de Estado actual del país. Esta emparentada con la Casa de Sisowath. La Casa de Norodom hasta la actualidad ha engendrado cuatro Reyes de Camboya, y también tres Primeros ministros.

## Miembros
- Norodom (1834–1904)
- Norodom Sutharot (1872–1945)
- Norodom Phangangam (1874–1944)
- Norodom Kanviman Norleak Tevi (1876–1912)
- Norodom Suramarit (1896–1960)
- Sisowath Kossamak (por matrimonio; 1904–1975)
- Norodom Kantol (1920–1976)
- Norodom Sihanouk (1922–2012)
- Norodom Monineath (por matrimonio; n. 1936)
- Norodom Vacheahra (1946–2013)
- Norodom Sirivudh (n. 1951)[1]
- Norodom Yuvaneath (n. 1943)
- Norodom Ranariddh (n. 1944)
- Norodom Marie Ranariddh (por matrimonio; n. 1948)
- Norodom Buppha Devi (n. 1943)
- Norodom Chakrapong (n. 1945)
- Norodom Kuntha Bopha (1948–1952)
- Norodom Yuvaneath (n. 1943)
- Norodom Sihamoní (n. 1953)
- Norodom Soma (n. 1969)
- Norodom Narindrapong (1954–2003)
- Norodom Rattana Devi (n. 1974)
- Norodom Arunrasmy (n. 1955)

## Monarcas de Camboya de la Casa Norodom
| Nombre            | Desde                    | Hasta                |
| ----------------- | ------------------------ | -------------------- |
| Norodom           | 19 de octubre de 1860    | 24 de abril de 1904  |
| Norodom Sihanouk  | 24 de abril de 1941      | 3 de marzo de 1955   |
| Norodom Suramarit | 3 de marzo de 1955       | 3 de abril de 1960   |
| Norodom Sihanouk  | 24 de septiembre de 1993 | 7 de octubre de 2004 |
| Norodom Sihamoni  | 14 de octubre de 2004    | Presente             |